# ميثاق أكتوبر
ميثاق أكتوبر 1964 هو وثيقة سياسية سودانية تاريخية تمثل نقطة تحول في مسيرة الحكم في السودان، حيث مهّد الطريق لإنهاء الحكم العسكري بقيادة الفريق إبراهيم عبود، وتأسيس حكومة انتقالية مدنية تقود البلاد نحو الديمقراطية. تمت صياغة هذا الميثاق واعتماده رسميًا في أعقاب اندلاع ثورة أكتوبر الشعبية في عام 1964.

## الخلفية التاريخية
منذ استيلاء الفريق إبراهيم عبود على السلطة في انقلاب عسكري عام 1958، دخل السودان في مرحلة حكم عسكري استبدادي، ألغيت فيها الأحزاب، وقُمعت الحريات، وتم تقييد الصحافة والنشاط السياسي. واستمر الحكم العسكري لمدة ست سنوات شهدت فيها البلاد اضطرابات اقتصادية وسياسية متصاعدة، وتدهورت العلاقة بين الجنوب والشمال بسبب السياسات القمعية والثقافية التعسفية تجاه الجنوبيين.
بدأت شرارة ثورة أكتوبر من جامعة الخرطوم في 21 أكتوبر 1964، حين قُتل الطالب أحمد القرشي طه برصاص الشرطة أثناء احتجاجات سلمية، ما أدى إلى انفجار الغضب الشعبي في جميع أنحاء البلاد، وخرج السودانيون في مظاهرات عارمة، شملت الطلاب، النقابات، المثقفين، والمهنيين.

## صياغة الميثاق
في 26 أكتوبر 1964، قام السياسي السوداني البارز الصادق المهدي بصياغة مسودة ميثاق وطني، قُدّم إلى الجبهة القومية المتحدة، وهي تحالف من القوى السياسية والنقابية المعارضة للحكم العسكري. تمّت مراجعة الميثاق ومناقشته، ثم أُقرّ رسميًا في 27 أكتوبر 1964، واعتمده ممثلو القوى الوطنية كوثيقة تأسيسية للمرحلة الانتقالية التي تلت إسقاط نظام عبود.

## بنود الميثاق
جاء ميثاق أكتوبر شاملًا لمطالب الشعب السوداني ومبادئ الحكم الديمقراطي، ومن أبرز ما نص عليه:
1. استعادة الحكم المدني والديمقراطي عبر تشكيل حكومة انتقالية تقود البلاد حتى انتخابات عامة.
2. إطلاق الحريات العامة، مثل حرية الصحافة والتعبير والتجمع والتنظيم السياسي.
3. استقلال القضاء وضمان حرية الجامعات والمؤسسات التعليمية.
4. إلغاء كافة القوانين المقيدة للحريات التي وُضعت في عهد النظام العسكري.
5. إطلاق سراح المعتقلين السياسيين من المدنيين والعسكريين.
6. إيقاف الحرب في الجنوب، والشروع في حوار وطني لإيجاد حل سياسي وسلمي لمشكلة الجنوب.
7. تحديد فترة انتقالية لا تتجاوز فبراير 1965، يتم خلالها إعداد البلاد لانتخابات حرة.

## نتائج وتداعيات الميثاق
أدى الميثاق إلى سقوط حكومة الفريق عبود، حيث قدّم استقالته في 30 أكتوبر 1964، وتم تشكيل حكومة انتقالية برئاسة سر الختم الخليفة، ضمت ممثلين عن النقابات والمهنيين والقوى السياسية. وقد دخل السودان بعدها مرحلة ديمقراطية تعددية، أُجريت فيها انتخابات عامة عام 1965، عادت فيها الأحزاب السياسية إلى الساحة.
لكن على الرغم من الأمل الذي زرعه الميثاق، فإن الحكومة الانتقالية واجهت تحديات كبيرة، مثل عدم استقرار التحالفات السياسية، وتجدد الصراع في الجنوب، ما أدى لاحقًا إلى عدم استقرار التجربة الديمقراطية، وانتهت بانقلاب جديد عام 1969 بقيادة جعفر نميري.  